# Nia Grant
Nia Nicole Grant (Warren, 8 maggio 1993) è una pallavolista statunitense, centrale delle Grand Rapids Rise.

## Carriera

### Club
La carriera di Nia Grant inizia nei tornei scolastici statunitensi, giocando per la Howland HS. Al termine delle scuole superiori entra a far parte della squadra di pallavolo femminile della Penn State: partecipa alla NCAA Division I dal 2011 al 2014, aggiudicandosi due titoli NCAA consecutivi durante i due anni con le Nittany Lions, oltre ad essere inserita nell'All-America First Team del 2014.
Appena conclusa la sua carriera universitaria, firma il suo primo contratto professionistico con la formazione dell'Ayutthaya, con cui prende parte alla seconda parte della Volleyball Thailand League 2014-15. Nella stagione 2015-16 approda nella Ligue A francese per vestire i colori del Nantes, mentre nella stagione seguente si trasferisce in Germania, ingaggiata dal MTV Stoccarda, club della 1. Bundesliga col quale si aggiudica la Supercoppa tedesca e la coppa nazionale.
Nel campionato 2017-18 firma in Polonia per il BKS, club della Liga Siatkówki Kobiet, mentre nel campionato seguente torna a calcare i campi della massima divisione tedesca col Potsdam. Emigra in Italia nella stagione 2019-20, partecipando alla Serie A1 con il Filottrano, da cui tuttavia si separa alla fine di gennaio 2020. Rientra quindi in patria, dove partecipa alla prima edizione dell'Athletes Unlimited. 
Dopo tre anni di inattività, torna in campo per disputare la Pro Volleyball Federation 2024 con le Grand Rapids Rise.

## Palmarès

### Club
- NCAA Division I: 2

2013, 2014
- Coppa di Germania: 1

2016-17
- Supercoppa tedesca: 1

2016

### Premi individuali
- 2014 - All-America First Team